# Heizschlauch

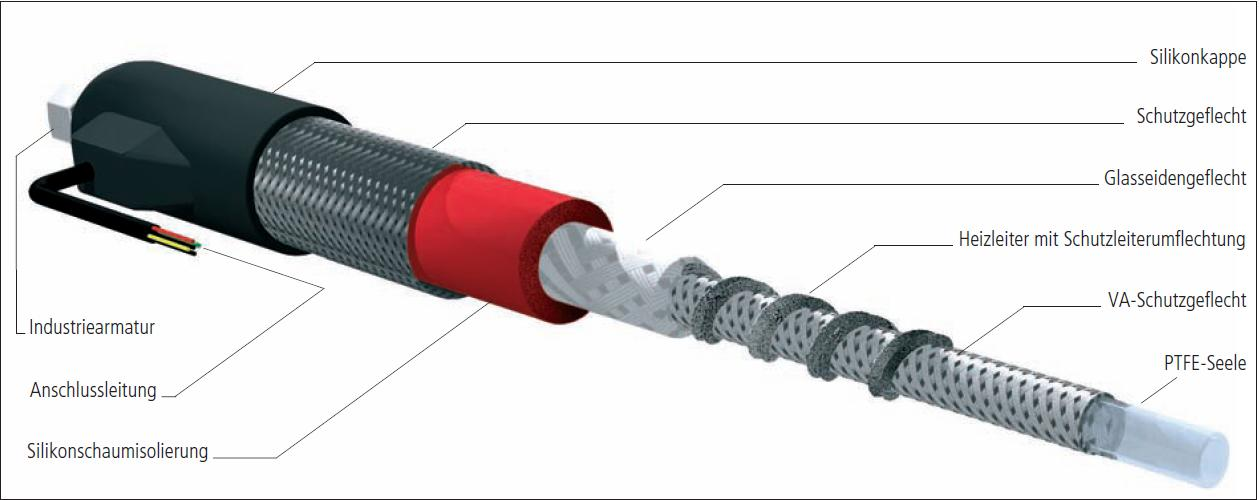
Heizschlauch-Aufbauschema

Heizschläuche sind beheizte Schläuche zum Transport flüssiger Medien. Sie werden in der Klebetechnik, der Abfüll- und Dosiertechnik, der Chemie-, Pharma- und Lebensmittelindustrie, der Medizintechnik und im Maschinenbau eingesetzt. Heizschläuche werden benutzt, um temperaturveränderliche Materie – wie Heißleim, Schokolade, Gelatine, Fette – während des Transports auf fließfähiger Temperatur zu halten. In Heizschläuchen werden überwiegend flüssige oder viskose Medien geleitet, zum Teil mit Einsatz von Druck. In den meisten Fällen ist die Temperatur dabei entlang der Transportstrecke konstant.
Heizschläuche lassen Umgebungstemperaturen von −40 °C bis +80 °C zu und können bei entsprechender Auslegung auch für Gas und Staub eingesetzt werden.
Ein Heizschlauch ist auf einem flexiblen Grundschlauch aufgebaut, durch den das Medium geleitet wird. Dieser Grundschlauch entscheidet über Temperaturbeständigkeit und chemische Beständigkeit. Auf den Grundschlauch wird der Heizleiter gewickelt und eine Isolierung aus Filz oder Schaum sowie ein Außenmantel aufgebracht, der je nach Einsatzgebiet aus Polyamid, Silikon, Stahl- oder Edelstahlgeflecht bestehen kann. Der Heizleiter ist mit einem Temperaturfühler versehen. Armaturen und Stecker an Heizschläuchen sind in der Regel kundenspezifisch für die Einbausituation.
Die Baulänge von Heizschläuchen wird in der Regel so kurz wie möglich gehalten, die Nennweite ist je nach Einsatzzweck unterschiedlich.